# Cantó de Desvres
El cantó de Desvres és un cantó francès del departament del Pas de Calais, situat al districte de Boulogne-sur-Mer. Té 23 municipis i el cap és Desvres.

## Municipis
- Alincthun
- Bainghen
- Bellebrune
- Belle-et-Houllefort
- Bournonville
- Brunembert
- Colembert
- Courset
- Crémarest
- Desvres
- Henneveux
- Longfossé
- Longueville
- Lottinghen
- Menneville
- Nabringhen
- Quesques
- Saint-Martin-Choquel
- Selles
- Senlecques
- Vieil-Moutier
- Le Wast
- Wirwignes

## Història
| Data d'elecció                           | Identitat           | Partit                     | Qualitat |
| ---------------------------------------- | ------------------- | -------------------------- | -------- |
| 1945-1949                                | Adolphe Vincent     | RGR                        |          |
| 1949-1961                                | Dr. Cucheval        | Divers droite              |          |
| 1961-1973                                | Raymond Dufour      | PS                         |          |
| 1973-1979                                | Solange Lehembre    | divers droite, després UDF |          |
| 1979-1992                                | Michel Sergent      | PS                         |          |
| 1992-1998                                | Brigitte de Prémont | RPR                        |          |
| 1998-2001                                | Michel Sergent      | PS                         |          |
| 2001-2004                                | Brigitte de Prémont | UMP                        |          |
| 2004-                                    | Claude Prudhomme    | PS                         |          |
| les dades anteriors no són pas conegudes |                     |                            |          |
|                                          |                     |                            |          |

## Demografia
| A partir de 1990: Població sense dobles comptes |